# 仲原村
仲原村（なかばるむら）は、福岡県糟屋郡にあった村。現在の糟屋郡粕屋町の一部にあたる。

## 地理
須恵川の中流域に位置していた。

## 歴史

### 沿革
- 1889年（明治22年）4月1日 - 糟屋郡中原村、原町村、阿恵村、柚須村、酒殿村が合併して村制施行し、仲原村が設立[1][2]。
- 1957年（昭和32年）3月31日 - 糟屋郡大川村と合併し粕屋町を新設して廃止[1][2]。

## 産業
農業